# ソノーニョ
ソノーニョ(Sonogno)はスイス・ティチーノ州の南アルプスの標高千メートルの高地にある基礎自治体 ( コムーニ )。北緯46度21分、東経8度47分、標高919m、面積37.6km²、人口は僅か100人足らず。
交通が発達しておらず、ロカルノの町のみを経由して行くことができる。村の脇にはベルザスカ川が流れており、下ってマジョーレ湖へと注ぐ。スイスは多言語国家であり、その大部分はドイツ語によって占められているが、ティチーノ地方は数少ないイタリア語圏内である。その村の美しさはアニメ「ロミオの青い空」によって世間の知るところとなった。実際は同作に登場したものに比べ、家が小さく、教会の形や位置も異なる他、現在は多くの家が廃屋になっており多少趣が異なる。
現在は観光地になっており、ロカルノから直通のバスが出ている。
大衆文化の中で
ジュリエッタ (映画)では、ジュリエッタの娘アンティアがソノーニョに住んでいる。

リザ・テツナー（Lisa Tetzner）の黒い兄弟の主人公ジョルジュの生まれ故郷。